# Paola Bernabé
Paola Bernabé Cobos (Torrevieja, 11 de agosto de 2003) es una jugadora de balonmano española que juega de primera línea en el atticgo bm Elche y la selección española.

## Trayectoria
Criada en el Balonmano Torrevieja (donde llegó con 9 años,  coincidió con Lisa Oppedal y fue entrenada por Susana Fraile y Diana Box) se proclamó campeona de España de selecciones autonómicas en 2019. En su época formativa fue internacional con España en la selección promesas, la juvenil y la júnior.
Fichó por el Club Balonmano Elche para la temporada 2021/22, año en el que ganó su primer título al alzarse con la Supercopa de España. Esa misma temporada fue galardonada como mejor promesa de la DHF a sus 18 años y debutó en competición internacional.En 2024 se alzó con el título de la EHF European Cup.
En marzo de 2024 daba una entrevista en la que hablaba de la posibilidad de entrar en la selección española, momento que le llegó tras los Juegos Olímpicos y debutó ante la selección sueca el 24 de octubre de 2024. En noviembre entró en la preselección para el Campeonato de Europa del 2024.

## Títulos y galardones

### Títulos
- 1 x Supercopa de España (2021/22)
- 1 x EHF European Cup (2023/24)
- 1 x Campeonato de España Juvenil (2021)

### Galardones individuales
- Mejor promesa de la DHF (2021/22)